# Wohn- und Wirtschaftsgebäude Kohlhöfen 10
Das Wohn- und Wirtschaftsgebäude Kohlhöfen 10 in Diepholz stammt aus dem 18. Jahrhundert. Aktuell (2023) wird es als Wohnhaus genutzt.
Das Gebäude steht unter Denkmalschutz (siehe auch Liste der Baudenkmale in Diepholz).

## Geschichte
Das eingeschossige zweiflügelige (U-Form) Hallenhaus in Fachwerk mit Ziegelausfachungen und mit Satteldach stammt von 1789 (Inschrift). Zur Straße hin war die ehemalige Toreinfahrt. Das Gebäude wurde im vorderen Bereich zu einem Wohnhaus umgebaut.
Das Landesdenkmalamt befand: „… geschichtliche Bedeutung … als großzügiges Hallenhaus des späten 18. Jahrhunderts …“